# Serranilla (higo)
Serranilla es un cultivar de higuera de tipo higo común Ficus carica, bífera (con dos cosechas por temporada, las brevas en primavera- verano, y higos de otoño), con higos de epidermis con color de fondo verde amarillento, y con sobre color púrpura rojizo sobre la zona del ostiolo, y delimitando las costillas. Se cultiva principalmente para autoconsumo en la comarca de Arribes del Duero, en la provincia de Salamanca y provincia de Zamora.

## Sinonimia
- „Bota Morada“.[5][6][7]

## Historia
Nuestra higuera Ficus carica, procede de Oriente Medio y sus frutos formaron parte de la dieta de nuestros más lejanos antepasados. Se cree que fueron fenicios y griegos los que difundieron su cultivo por toda la cuenca del mar Mediterráneo. Es un árbol muy resistente a la sequía, muy poco exigente en suelos y en labores en general.
Los higos secos son muy apreciados desde antiguo por sus propiedades energéticas, además de ser muy agradables al paladar por su sabor dulce y por su alto contenido en fibra; son muy digestivos al ser ricos en cradina, sustancia que resulta ser un excelente tónico para personas que realizan esfuerzos físicos e intelectuales.
Además de los fenicios, los moros fueron fundamentales para extender la cultura de los higos no solo a lo largo de las costas mediterráneas, sino también a lo largo de la costa atlántica de África. En España y Portugal, la cultura de la higuera asumió una gran importancia como en Grecia e Italia o incluso más. Naturalmente, apareció en la literatura de estos países libros y otras publicaciones en las que se discute el higo y sus cualidades. Una publicación especialmente notable es el trabajo en dos volúmenes del moro, Ibn al-Awwam (1150-1170 DC) quien dedicó varias páginas a instrucciones detalladas sobre la propagación de la higuera y su cultivo, los usos de la fruta y sus propiedades medicinales.

## Características
La higuera 'Serranilla' es una variedad bífera (con dos cosechas por temporadade tipo higo común. Árbol de mediano desarrollo, follaje denso, ramificación media. Las hojas enteras acorazonadas trilobuladas (en ramas viejas) con pentalobuladas (en ramas jóvenes). 'Carballar Negra' es de producción muy baja de brevas (algunas temporadas no desarrolla ninguna) y media de higos.
Las brevas 'Serranilla' generalmente no se llegan a recolectar porque se caen durante el desarrollo. En caso de que desarrolle alguna, son con forma ovoidea de unos 50 gramos de promedio, de epidermis con color de fondo verde amarillento, y con sobre color púrpura rojizo sobre la zona del ostiolo, y delimitando las costillas. Con un ºBrix (grado de azúcar) de 22, con firmeza media. Las brevas maduran a partir de la primera decena de junio. Sus frutos dulces de piel blanda.
Los higos 'Serranilla' son higos ovoides de unos 35 gramos en promedio, de epidermis con color de fondo verde amarillento, y con sobre color púrpura rojizo sobre la zona del ostiolo, y delimitando las costillas. Con un ºBrix (grado de azúcar) de 23, son dulces medianamente jugosos con firmeza media, con color de la pulpa rojo de frutos del bosque, y la piel más fina que las brevas. Maduran desde la última semana de julio hasta finales de septiembre. De una calidad buena en su valoración organoléptica, son de un inicio de maduración medio.